# Dang Guo
Dang Guo (黨國S, DǎngguóP) fue el sistema de partido único adoptado por la República de China bajo el Kuomintang, que duró desde 1924 hasta 1987. Fue adoptado después de que Sun Yat-sen reconociera la eficacia del sistema político de la naciente Unión Soviética, incluido su sistema de dictadura. Chiang Kai-shek luego usó el Kuomintang para controlar y operar el Gobierno Nacional de la República de China (ROC) y el Ejército Nacional Revolucionario. Todas las principales políticas nacionales de la burocracia gubernamental fueron formuladas por el Kuomintang, otorgando al partido el poder supremo sobre toda la nación. Siguiendo las creencias de Sun Yat-sen, el poder político debería haber sido devuelto al pueblo después de que el Ejército Nacional Revolucionario terminara militarmente con la Era de los Señores de la Guerra. Sin embargo, la ley marcial en la República de China continuó desde 1949 hasta 1987, durante la cual se prohibieron otros partidos políticos. La ley marcial fue levantada en 1987 por el presidente Chiang Ching-kuo, una medida que legalizó otros partidos políticos como el Partido Progresista Democrático y acabó con el Dang Guo.

## Origen
Dang Guo era la abreviatura de Yi Dang Zhi Guo (以黨治國), que literalmente significa "utilizar el partido político para dirigir el Estado". En 1920 Sun Yat-sen, el padre fundador de la República de China, convirtió al Dang Guo en la política nacional oficial de la República de China durante la fase de gobierno militar y "tutela política" (dos de las tres fases de los Fundamentos de la Reconstrucción Nacional). Fue influenciado por la ideología leninista, lo que condujo a la Revolución de Octubre en Rusia. Según Sun, el Kuomintang debe ser primordial sobre la República de China en el curso de la revolución (guerra contra los señores de la guerra) y debe dar órdenes a la burocracia de la República de China, a todos los grupos de ONG y, de hecho, a todos los individuos.
En 1924, Sun dijo:
當俄國革命時，用獨裁政治，諸事一切不顧，只求革命成功……，其能成功，卽因其將黨放在國上。我以爲。應重新組織，把黨放在國上 。
Dāng éguó gémìng shí, yòng dúcái zhèngzhì, zhūshì yīqiè bùgù, zhǐ qiú gémìng chénggōng ..., Qí néng chénggōng, jí yīn qí jiāng dǎng fàng zài guó shàng. Wǒ yǐwèi. Yīng chóngxīn zǔzhī, bǎ dǎng fàng zài guó shàng.
Durante la Revolución rusa, se utilizó la dictadura política, todo lo demás se puede descartar, el único objetivo era el éxito de la revolución... su éxito se debió a que el partido (Partido Comunista Ruso (Bolchevique)) estaba en la cima del estado. Sugiero... que deberíamos reorganizarnos poniendo al partido (Kuomintang) en la cima del Estado.

## En la práctica

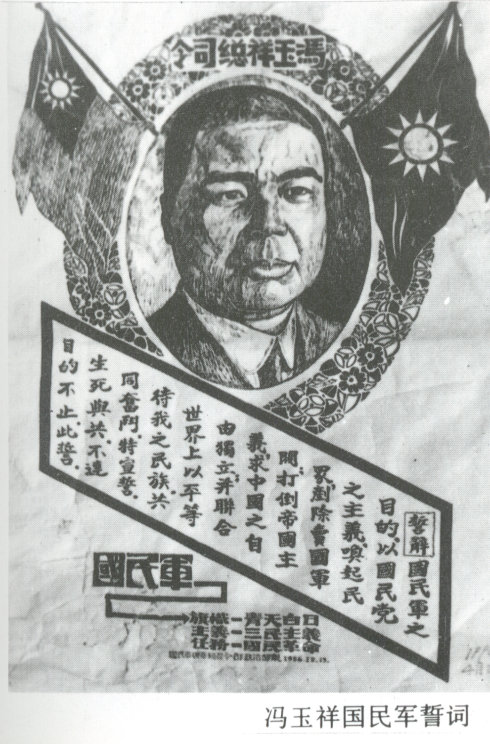
Cielo azul con una bandera de sol blanco sobre el juramento del Guominjun, milicia nacionalista comandada por el caudillo Feng Yuxiang.

Después de que Sun Yat-sen decidiera seguir y copiar a la Unión Soviética como sistema político, su sucesor, Chiang Kai-shek, usó el Kuomintang para controlar y operar tanto el gobierno nacional de la República de China como el Ejército Nacional Revolucionario, que a veces era llamado "El Ejército del Partido" (黨軍), en irónica equivalencia a la famosa cita de Mao Zedong, "El poder político surge del cañón de un arma". La burocracia de la República de China se había convertido entonces en los medios y las herramientas del Kuomintang, donde se formulaban todas las principales políticas nacionales, mientras que el partido tenía el poder supremo de toda la nación.
El concepto de Dang Guo fue una consecuencia del concepto de "tutela política" de Sun durante el cual el Kuomintang debía dirigir el Estado e instruir a la gente sobre cómo funcionaría el sistema democrático antes de la transición a la democracia plena.
Bajo el Dang Guo, se esperaba que tanto el personal militar como los funcionarios públicos de la República de China debían su lealtad al Kuomintang primero y al Estado en segundo lugar, una política reflejada en frases como "Servicio al Partido y la Nación" (功在黨國) y en el himno nacional, que hace una referencia explícita a "Nuestro Partido". Asimismo, el emblema del Kuomintang se utilizó como emblema del Estado, y la bandera del Kuomintang se ha utilizado como escudo naval hasta el día de hoy.
El Kuomintang proclamó la unidad de China en 1927 y comenzó a preparar el Estado para la democracia, según las enseñanzas de Sun. La Constitución de la República de China, promulgada en 1947, estipula que los diferentes partidos gozarán del mismo estatus, y el Ejército Nacional Revolucionario volvió al control civil como el Ejército de la República de China. Sin embargo, el estallido de la guerra civil china hace que la República de China esté bajo el gobierno militar del KMT durante el período de movilización.
Después de que la ley marcial fuese derogada en 1987, todos los partidos políticos se legalizaron y la República de China se democratizó. Desde entonces, el presidente de la República de China ha sido elegido democráticamente por el pueblo del Área Libre. Chen Shui-bian del Partido Progresista Democrático fue elegido presidente; fue el primer presidente no perteneciente al KMT según la Constitución.